# Lem Vig
Lem Vig er en godt 4 km lang, nord-syd-gående bugt, der går fra sydsiden af Nissum Bredning, og ind til havnen i byen Lemvig. Den afgrænses mod nord af Gjeller Odde, og dens sydlige spids, krumodden Follup Odde; Vigen har indløb fra øst, og det den sydlige afgrænsning er Kabbel Hage ikke langt fra herregården Kabbel Hovedgård. 
Fra hovedgården i øst og udløbet fra Horn Sø i vest, snævrer vigen ind til under 6-800 meters bredde, og går stik mod syd til Lemvig Havn, der tidligere var en aktiv fiskerihavn, og som man via Lemvig Træskibslaug fortsat prøver at holde liv i.
56°34′34″N 8°18′6″Ø / 56.57611°N 8.30167°Ø